# Chemin de fer de Pau-Oloron-Mauléon
Le chemin de fer de Pau-Oloron-Mauléon est un réseau de chemin de fer secondaire concédé par le département des Pyrénées-Atlantiques, afin de desservir ses régions rurales, et qui a fonctionné entre 1890 et 1930.

## Histoire

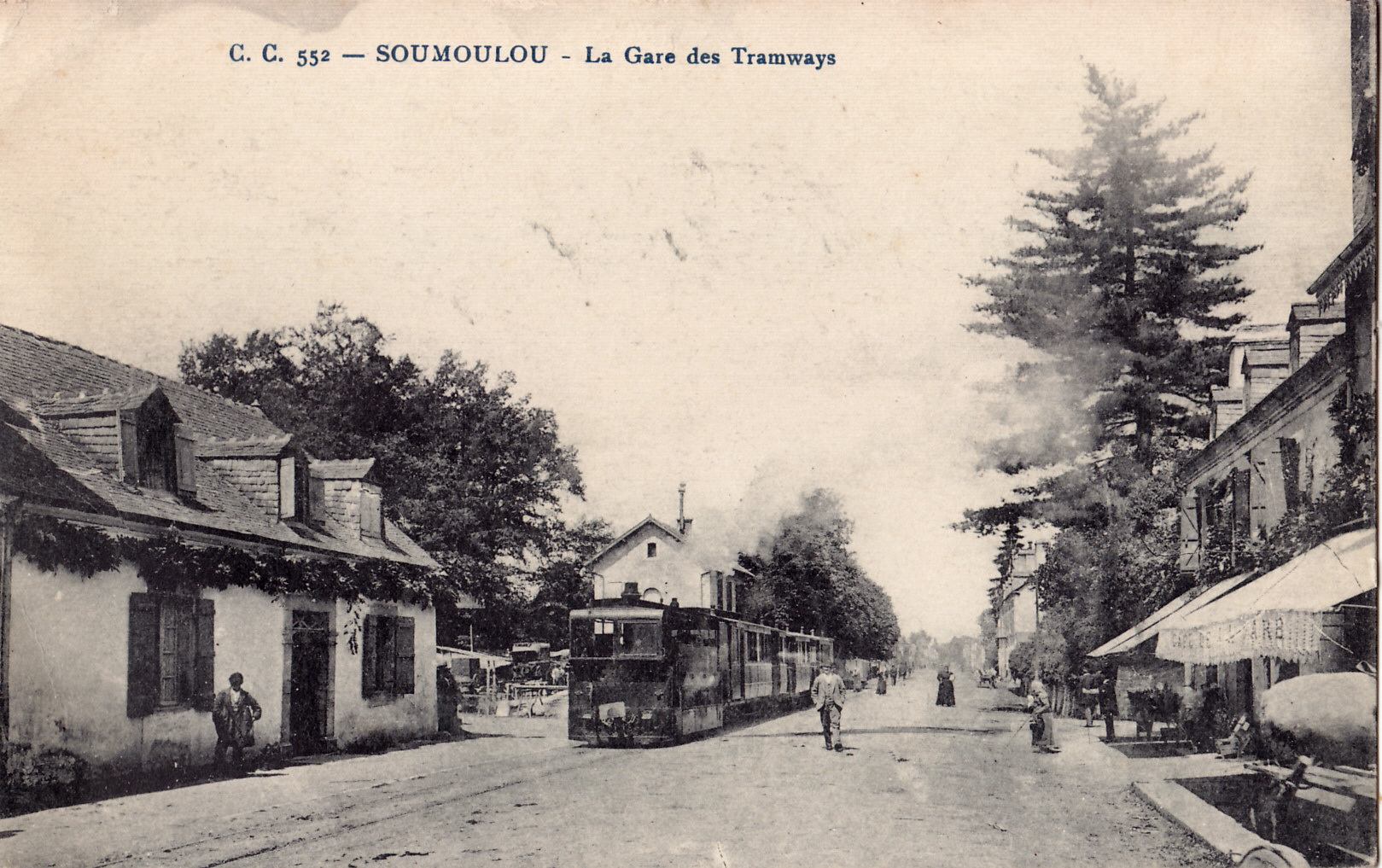
Tramway en gare de Soumoulou

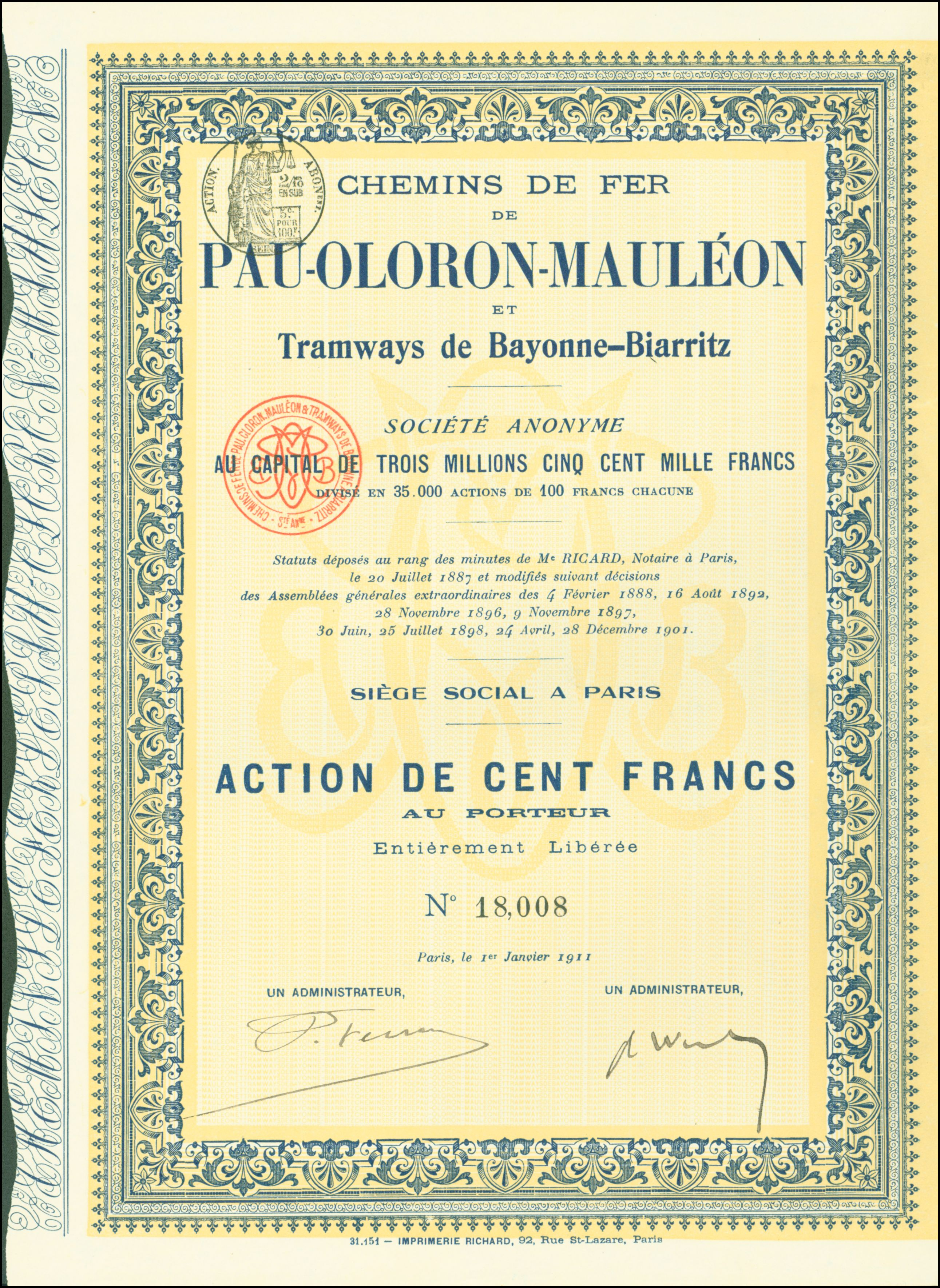
Action de la Compagnie du chemin de fer de Pau-Oloron-Mauléon et du tramway de Bayonne à Biarritz en date du 1 janvier 1911

La Compagnie des chemins de fer à voie étroite du Midi, liée au Groupe Empain obtient en 1898 la concession jusqu'en 1960 d'un réseau de tramways départementaux à vapeur destiné au transport de voyageurs et de marchandises, desservant l'arrière pays palois, et devant comprendre les lignes suivantes : 
1. : Pau à Pontacq, avec raccordement à la gare des chemins de fer du Midi à Pau ;
2. : Pau à Monein, avec le même raccordement ;
3. : Pau à Lembeye, avec embranchement sur Garlin, cette ligne constituant elle-même un embranchement de la ligne n°1
4. : Oloron à Mauléon, avec raccordement aux gares du Midi de ces deux villes ;
5. :  Oloron à Sauveterre de Béarn, également avec raccordement aux gares du midi de ces deux villes[1],[3].

La Compagnie du chemin de fer de Pau-Oloron-Mauléon et du tramway de Bayonne à Biarritz (POM)  est  formée le 28 juillet 1887 pour assurer l'exploitation du réseau départemental. Son siège social est, en 1928, 29 rue de Rome à Paris.
Cette compagnie succède à  la Compagnie des tramways de Bayonne à Biarritz, devenue ensuite Compagnie des chemins de fer à voie étroite du Midi.
En 1913, le réseau est intégré au groupe belge l'Union des tramways et ultérieurement au Groupe Giros-Loucheur.

## Infrastructure

### Les lignes
Le réseau comprend les lignes suivantes :
- Pau - Saint-Laurent-Bretagne - Lembeye (37,8 km), mise en service entre 1902 et 1905,
  - de Morlaàs à Saint-Laurent-Bretagne le 26 mai 1904[6],
- Saint-Laurent-Bretagne - Aire-sur-l'Adour ,(embranchement), (23,5 km), mise en service entre 1904 et 1908,
  - de Saint-Laurent-Bretagne à Garlin le 26 mai 1904[6],
- Pau - Pontacq (27 km), mise en service en 1902 ;
- Pau - Monein (25 km), mise en service en 1902,
- Raccordement de Pau (6 km), mis en service le 1er février 1904[6],
- Oloron - Sauveterre-de-Béarn, (39 km), mise en service en 1901,
- Oloron - Mauléon, (43 km), mise en service le 1er mai 1904[6] d'Oloron à Lannes et …

La ligne de Saint-Laurent-Bretagne à Aire-sur-l'Adour possédait une section de 15 km dans le département du Gers et de 3 km dans celui des Landes.
La gare de départ est située Place de la République à Pau. Un raccordement de 6 km contournant la ville, dessert la gare de la Compagnie des Chemins de fer du Midi  et le dépôt.
Ces lignes disparaissent entre le 31 décembre 1930 et le 31 décembre 1931.
Une ligne complémentaire est ouverte entre Pau (Place de la République) et l'Aviation (terrain d'aviation). Elle ouvre en 1916 avec une longueur de 10 km et disparait le 1er octobre 1930.

## Exploitation

### Matériel roulant
- Locomotives à vapeur types locomotives tender :

N° 1 à 3 : type 030T Blanc-Misseron (n° Blanc-Misseron 235-237), livrées en 1900
N° 5 à 8 : type 030T Blanc-Misseron (n° Blanc-Misseron 249-252), livrées en 1900
N° 9 à 11 : type 030T Blanc-Misseron (n° Blanc-Misseron 274-276), livrées en 1901
N° 12 à 14 : type 030T Blanc-Misseron (n° Blanc-Misseron 294-296), livrées en 1902
N° 17 : type 030T Blanc-Misseron (n° Blanc-Misseron 344), livrée en 1908
N° 18 : type 030T Blanc-Misseron (n° Blanc-Misseron 370), livrée en 1909

## Vestiges et matériels préservés

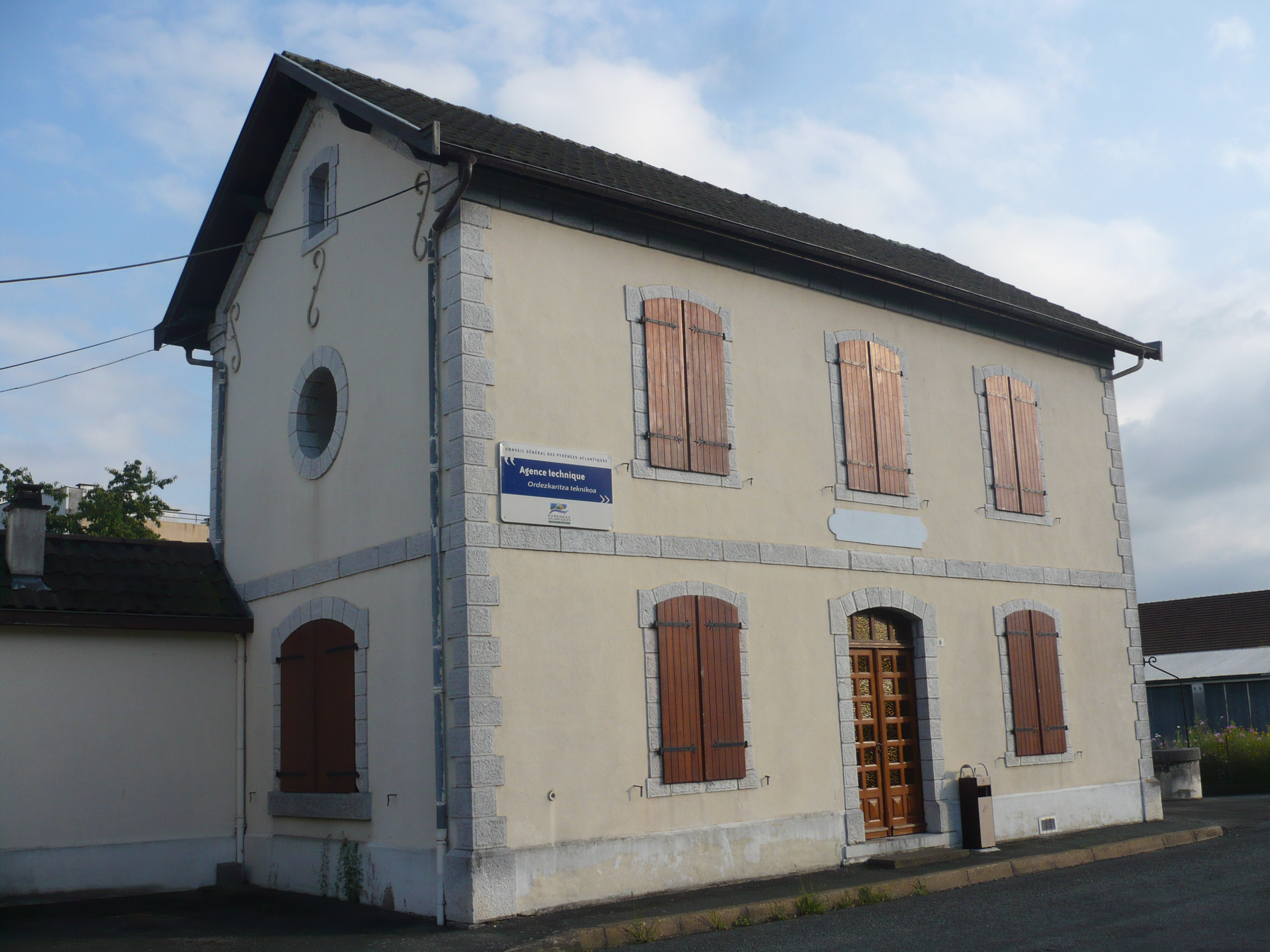
Ancienne gare de Mauléon en 2010.

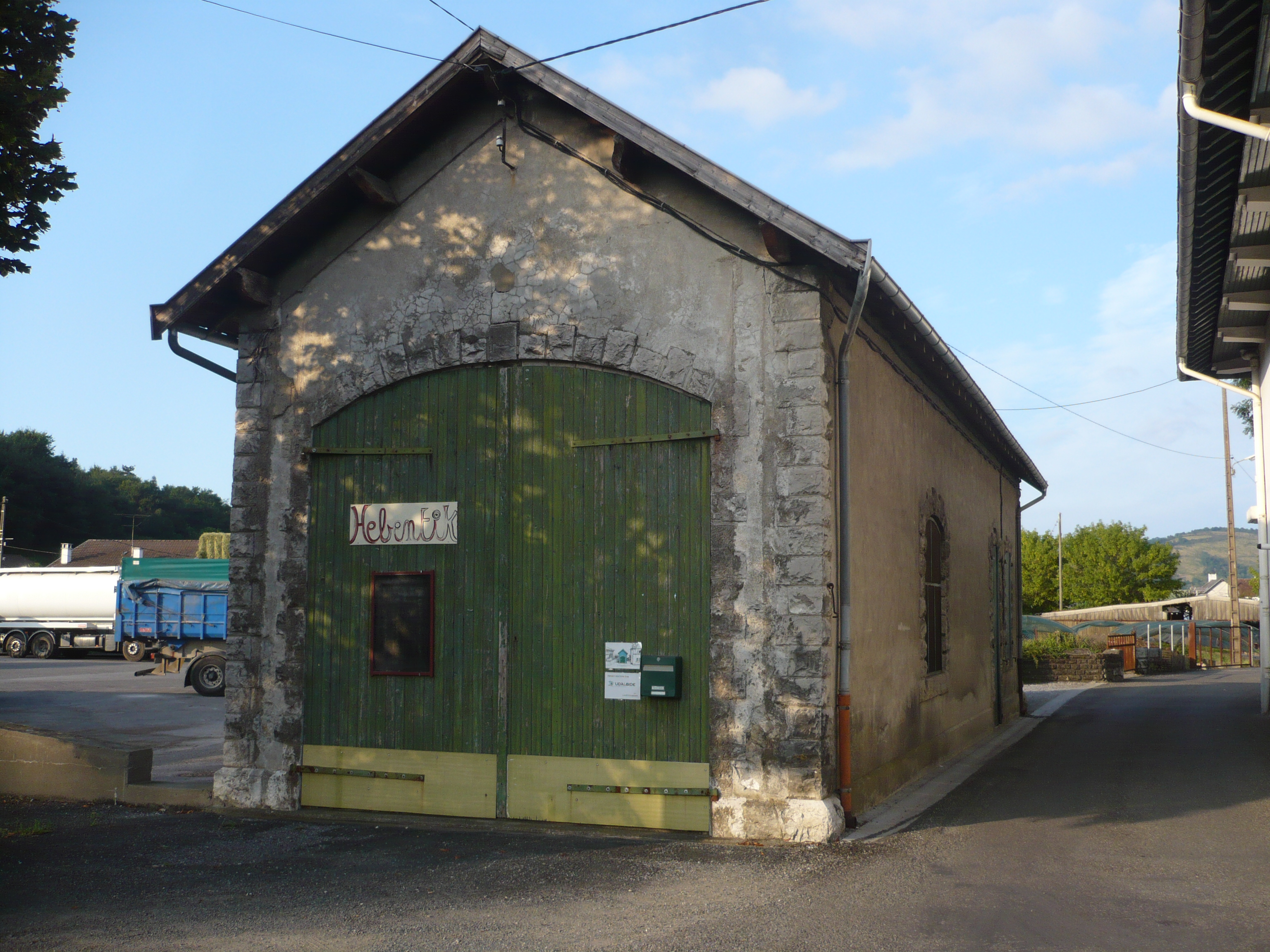
Mauléon, ancienne remise

La plupart des gares présentes le long de ces lignes ont été conservées en étant reconverties en résidences, les remises et les hangars de marchandises ont été préservés. 

### Sites externes
- « Le P.O.M. (Pau/Oloron/Mauléon) », Les voies étroites, Voies ferrées des Landes (VFL), 2010 (consulté le 1er janvier 2013)
- « Le petit train », Nos voisins : Lembeye, Coslédaà-Lube-Boast, un village béarnais (consulté le 1er janvier 2013)